# Daniel Gillies
Daniel Gillies (født 14. marts 1976 i Winnipeg, Manitoba, Canada) er en canadiskfødt newzealandsk skuespiller og producer, som er mest kendt for at spille rollen Elijah Mikaelson i tv-serien The Vampire Diaries og dennes spin-off The Originals.